# نباتات أستراليا

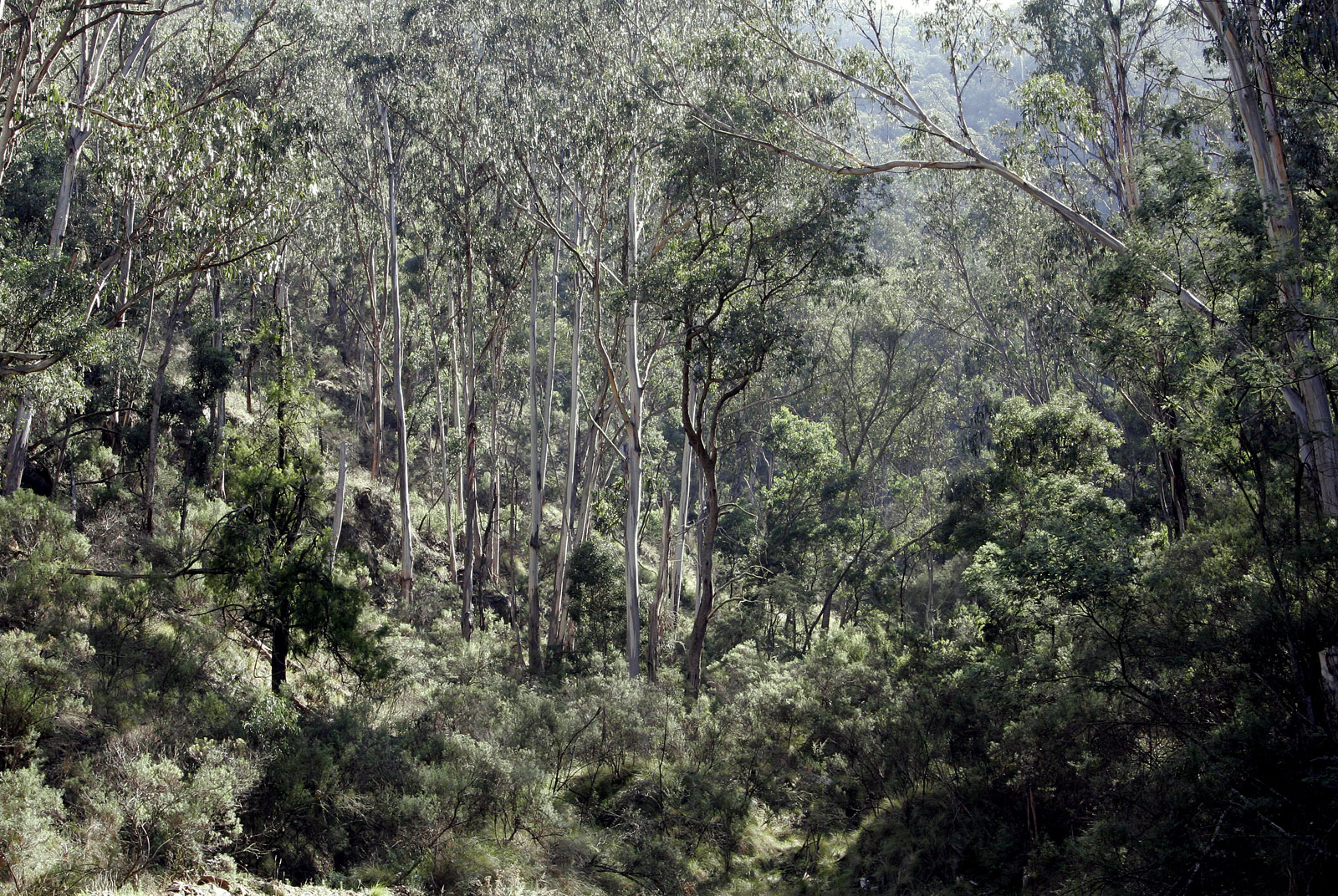
غابات الأوكاليبت في فيكتوريا.

نباتات أستراليا، تضم أستراليا مجموعة واسعة من النباتات، وتقدر النباتات الوعائية بحوالي 20,000 نوع والنباتات غير الوعائية بأكثر من 14,000 نوع، كما تضم أنواع 250,000 نوع من الفطريات وأكثر من 3,000 الأشنيات.
النباتات في أستراليا هي مختلفة جدًا عن تلك التي في القارات الأخرى. وقد سمحت أصول أستراليا في قارة جندوانا والعزلة الطويلة عن بقية العالم تطور العديد من المجموعات التي لا توجد في غيرها من البلدان، أو في أي مكان آخر من غير المألوف.
ومن الأمثلة الواضحة على ذلك شجرة أوكالبتوس التي تهيمن على الكثير من المناظر الطبيعية.

## النباتات

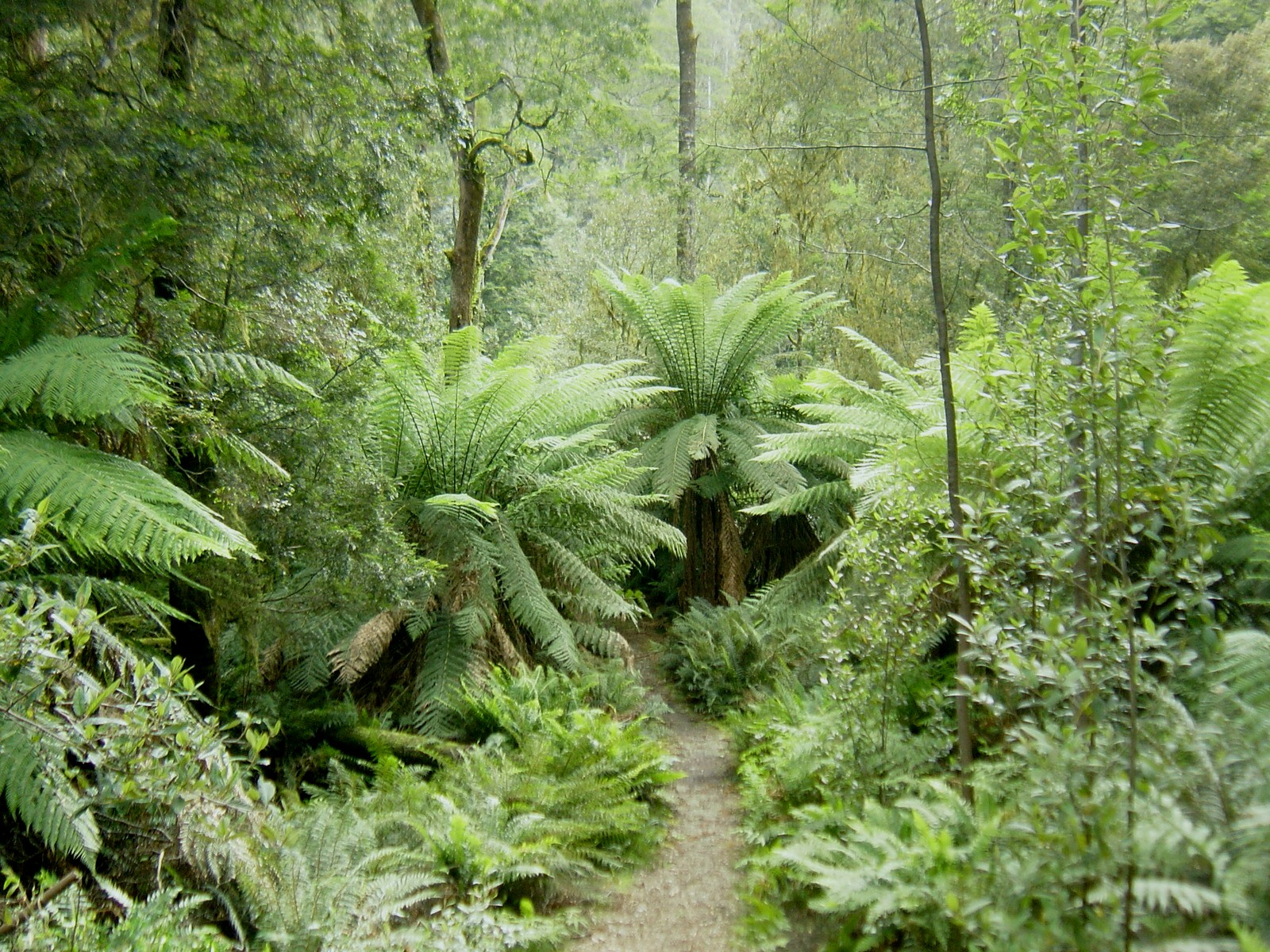
تعتبر الغابات المطيرة في تسمانيا بقايا من جندوانا

أستراليا فقيرة إلى النباتات على وجه العموم بسبب الجفاف الذي يسود القسم الأكبر منها. فالغابات الحقيقية التي تحتاج إلى كميات كبيرة من الرطوبة لا تغطى سوى 4.5% من مجموع مساحة القارة، وتكثر فيها النباتات التي تتحمل الجفاف الشديد وتتأقلم معه.ومنذ أن تكونت النباتات الأولى في هذه القارة وهي تتطور في دائرة مغلقة بسبب عزلة القارة عن بقية أجزاء العالم. فمن أشجار الكينا (أوكالبتوس) والسنط (الأكاسيا) يوجد في أستراليا نحو 600 صنف. وآل الأمر إلى أن أصبحت أستراليا تضم أصنافًا من النباتات مجهولة في بقية أنحاء العالم فهي تنفرد بأكثر من 5400 صنف خاص بها من بين 5710 أصناف نباتية تعيش فيها. وإذا كانت النباتات الأوروبية التي أدخلت إلى القارة، ومازلت تدخل قد أثرت في المظهر النباتي وأحدثت فيه بع التغيير، فإن السيطرة مازالت للنباتات المحلية التي تأتي في مقدمتها أشجار الكينا والسنط. وقد مرت النباتات في مناطق أستراليا المختلفة بعمليات تطور وفق الأحوال الطبيعية لبيئة كل منطقة من تلك المناطق، وأصبح لكل منها تشكلاتها النباتية الخاصة، ومنها نبات بانكسيا بريونوتس (Banksia prionotes)، وبانكسيا سيسيليس  (Banksia sessilis)التي تُعدّ من النباتات المميزة في غرب أستراليا ويتكيف مع ظروف الجفاف القاسية.

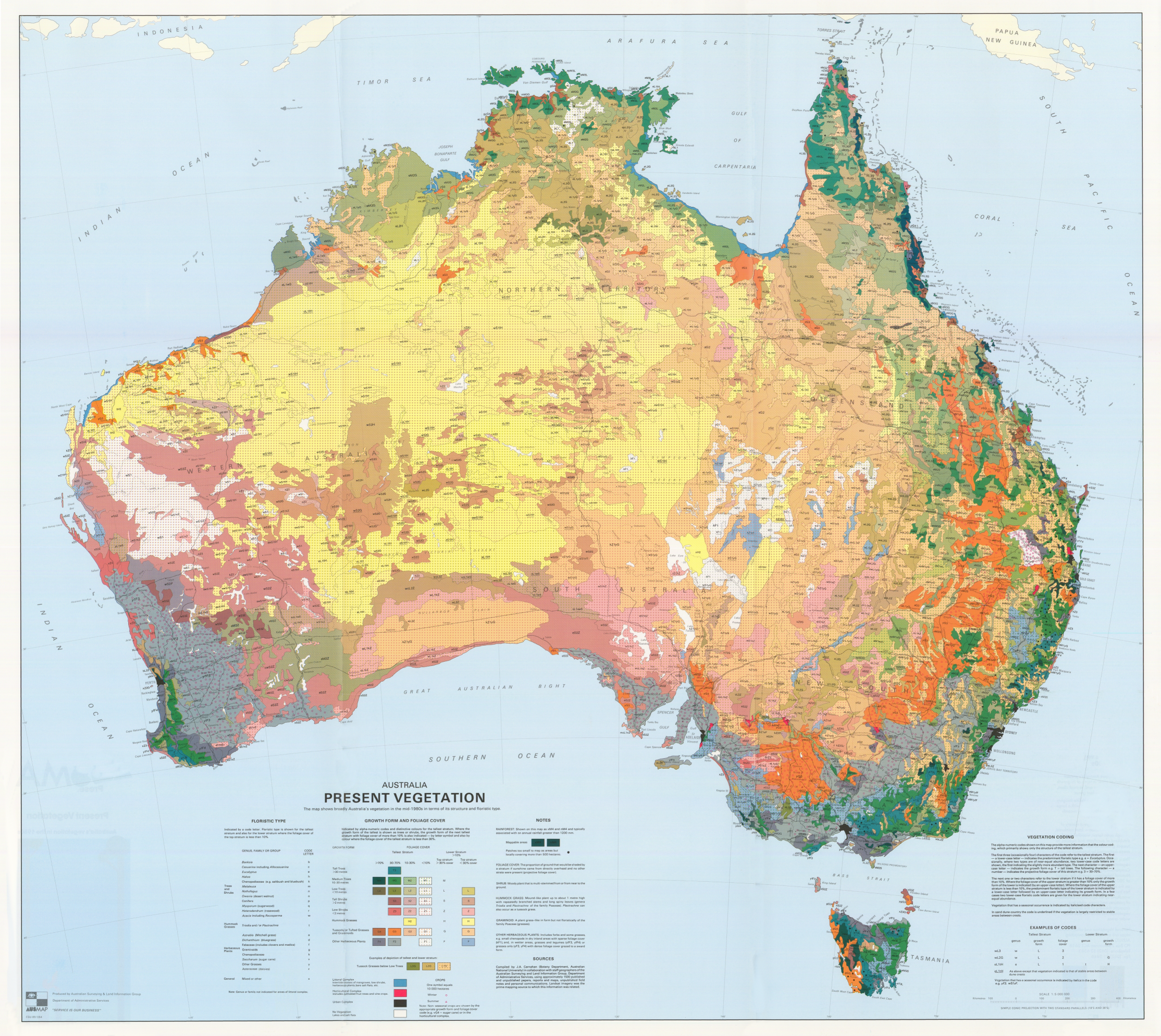
مجموعات نباتية رئيسية في أستراليا من أطلس 2009 للموارد الأسترالية

## الأقاليم النباتية

### الغابات

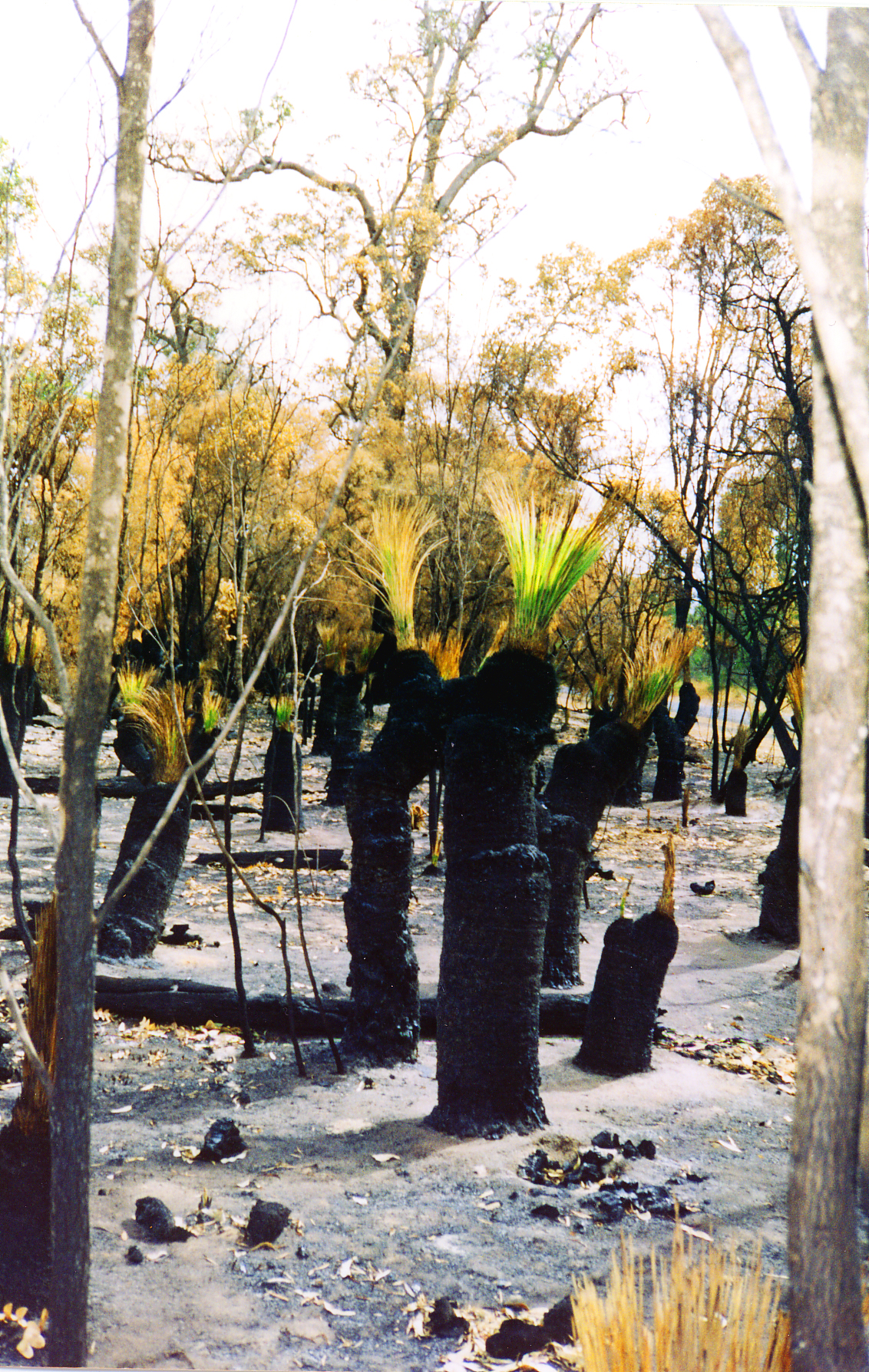
المصفورة بعد أحتراق الأحراش

تبلغ حصة أستراليا 3,7% من المساحة الكلية للغابات في العالم وأغلب حصتها من الغابات المدارية الصلبة اذ تمثل نحو 90% وتتقاسم النسبة الباقية الغابات المعتدلة الصلبة والغابات المخروطية اللينة وتنتشر بأراضي أستراليا ثلاثة أنواع من الغابات، الموسمية، المعتدلة الباردة، المعتدلة الدافئة..

### الغابات الموسمية
وهي تغطي شريطًا ضيقًا من المناطق الشمالية يمتد على الشواطئ الشمالية الشرقية حتى مدينة بريسبان.. في السهول الساحلية الشمالية -حار ممطر صيفًا- جاف شتاءًا ولها مظهر الغابات الاستوائية، فهي غابة عذراء دائمة الخضرة وأشجارها عالية فيها القيقب وشجر الورد والأرز الأحمر، وتعيش فيها نباتات الليان المتسلقة.
ومن أهم الأشجار أيضًا (الكافور الضخم ونخيل جوز الهند وأشجار السرخس) ولقد أزيلت بعضها وحلت محلها الزراعة (القطن وقصب السكر).
وتنتشر هذه الغابات أيضًا في المناطق الجنوبية الشرقية من القارة وهي أحد مصادر الأخشاب اللينة والصلبة وأهم الأشجار الزان، والأسفندان، البلوط، والقسطل، والكاري، وغيرها.

### إقليم الغابات المعتدلة الباردة
تلي الغابات المدارية من حيث الأمتداد والمساحة التي تشغلها وتغطي الأجزاء الجنوبية الغربية من القارة وتتميز هذه الغابات عن السابقة في امكانية استغلالها لأنواعها النباتية أو لظروفها المناخية تنمو في جزيرة تسمانيا وساحل القارة المواجه له. في الصيف معتدلة وفي الشتاء باردة، أمطارها طوال العام. من أهم أشجارها الصنوبر والالعرعر. قطعت بعض النباتات وحل محلها الزراعة وتربية الماشية والأغنام والدواجن.

### الغابات المعتدلة الدافئة
تغطي أكبر مساحة من الغابات فهي تغطي أجزائها الشمالية الشرقية حيث المناخ المداري وقيمة هذه الغابات محدودة نسبيًا لصلابتها ولأرتفاع نسبة التبخر وتعرضها للجفاف في أحد فصول السنة الغابة الجنوبية المعتدلة: تتحول الغابة المدارية بدءًا من مدينة بريسبان باتجاه الجنوب إلى غابة معتدلة تغطي المرتفعات الشرقية. وتكثر فيها أشجار الكينا التي يصل أرتفاع بعضها إلى 100 م. وتنمو تحت أشجارها تشكلات نباتية كثيفة في السهول وعلى المترفعات الشرقية جنوب مدار الجدي ومن أهم أشجارها (البلوط والفلين والكافور). وقد أزيل بعضها وحل محلها الزراعة.

## إقليم الحشائش

### حشائش السافانا

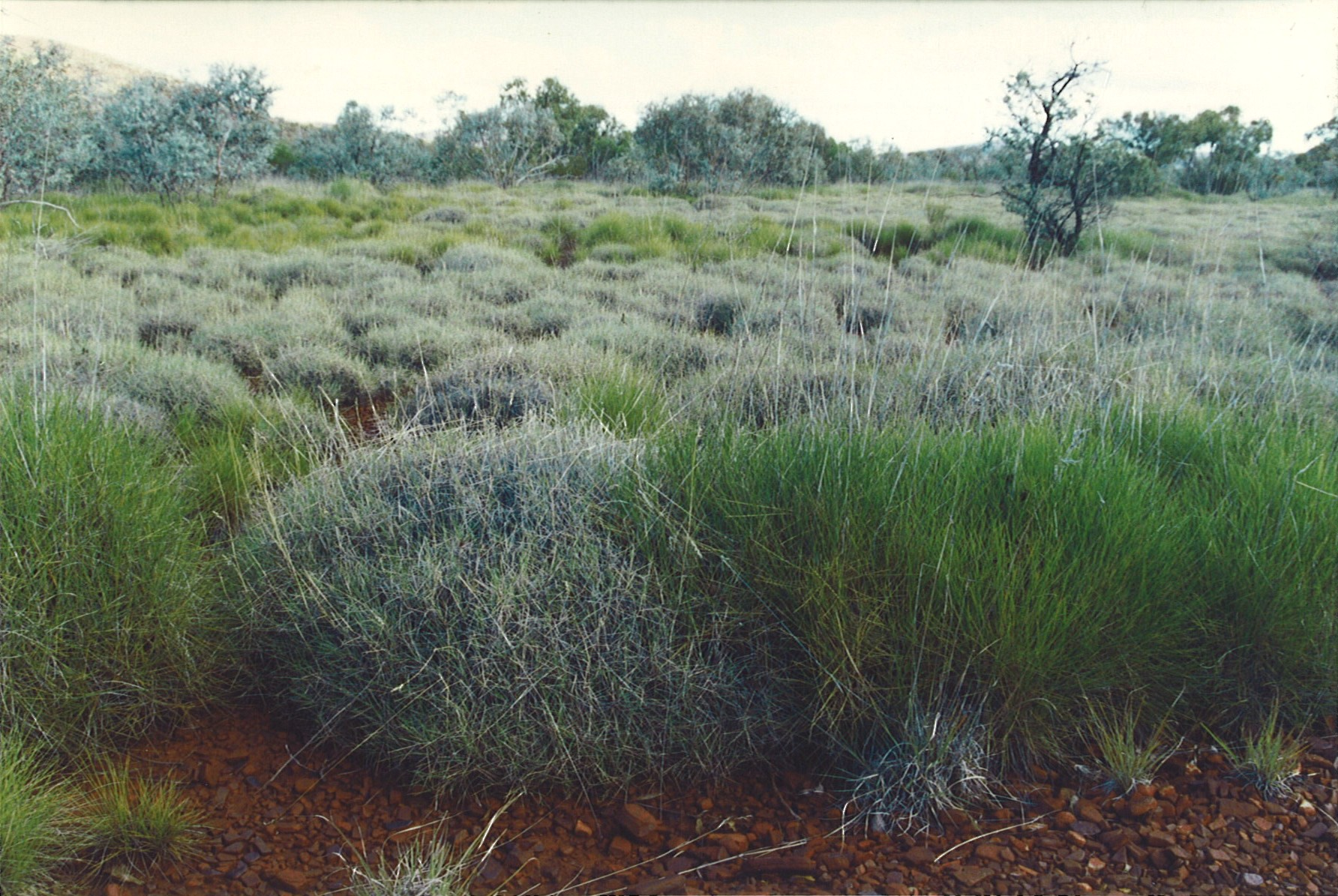

جنوب الغابات الموسمية- أمطار صيفية تقل كلما اتجهنا في الداخل لقلة المطر السافانا: وتشغل مساحات واسعة في المناطق التي تهطل عليها أمطار فصلية متوسطة أو قليلة. وهي سهوب عشبية يتغير مظهرها من فصل إلى آخر، ففي فصل الجفاف تبدو السهوب عارية غبراء. وبعد هطول الأمطار تكسوها حلة خضراء من الأعشاب الطويلة.
وفي الأجزاء التي تتلقى كمية كبيرة من الأمطار الفصلية تتحول السافانا العشبية إلى سافانا مشجرة تكثر فيها أشجار الكينا والسنط. وهذه السهوب العشبية أفضل مراع لماشية في القارة.

### الحشائش المعتدلة «الأستبس»
تنمو في السهول الوسطى خاصة في إقليم نهري موراي ودارلنج. أمطارها صيفية. تربى على الحشائش ملايين الأغنام ذات الصوف الجيد. قُطعت الحشائش في أجزاء كبيرة حيث تتوفر مياه الري وحل محلها زراعة القمح.

### إقليم الشجيرات البحر المتوسط
يوجد في الأطراف الجنوبية الشرقية والجنوبية الغربية للقارة لسقوط الأمطار الشتوية عليها.
من أهم أشجاره الصنوبر وقُطعت معظم أشجاره وحلت محلها الزراعة خاصة الموالح والزيتون والعنب والتوت في الأطراف الجنوبية الشرقية والغربية- حار جاف صيفًا- ممطر شتاءًا- وتتمثل بالأحراش أو الغابات المتقهقرة: وهي توجد على أطراف خليجي سبنسر وسان فنسنت وفي الزاوية الجنوبية الغربية من القارة، حيث يسود المناخ المتوسطي. وهي من النوع الذي يكثر في أطراف البحر المتوسط والمعروف باسم (ماكي) الذي يتأقلم مع الجفاف. ومن أهم الأشجار (الموالح والزيتون والتوت).

## إقليم النباتات الصحراوية
تشغل الصحراء مساحة كبيرة من وسط غرب القارة، حار جاف وفي الشتاء بارد، لقلة المطر في أواسط القارة تنمو به نباتات شوكية وتغطي القسم الأكبر من المناطق الصحراوية وهي أدغال من الأشواك التي تعرف باسم نبات القنفذ. ومن أشجارها (الصبار والتين الشوكي) والأدغال وهي تشكلات نباتية كثيفة مؤلفة من شجيرات ونباتات شوكية قصيرة أكثرها الكينا المتقهقرة أو السنط الشائك. وتنتشر هذه الأنواع على أطراف الصحارى لتكون مرحلة انتقالية إلى الأنواع الصحراوية.

## الجغرافية الحيوية
في الجغرافيا الحيوية وعلم الحيوان، تعتبر أستراليا وحدها في بعض الأحيان مجالاً (عالم أستراليا)، في حين أن بعض المؤلفين يضمون لها مناطق أخرى لتشكيل المجال الأسترالي.
ي الجغرافيا النباتية، مملكة المزهرة (المملكة الأسترالية)، تضم الفصائل المستوطنة التالية، وفقًا لتختاجان: سرخس ضفيري، أستربيل، ذاتية البذر، ملتفات السداة، عذاميات، عذاميات، سيفالوتس، Eremosynaceae، سوريانيات، Emblingiaceae، Akaniaceae، Tremandraceae، Tetracarpaeaceae، وسادة الدبابيس الزرقاء، جرسية، أزهار رمحية، Dasypogonaceae وبروقية. Eupomatiaceae، حبضيات، خلنجية، Stackhousiaceae, راميات ‏ مخالب الباز.الفصائل الأخرى ذات التواجدات العالية هي نجيلية، بقولية، نجمية، سحلبية، فربيونية، سعدية (نبات)، سذابية، آسية (نبات) (خصيصًا آسية (نبات)) وبروطية.

## النباتات الوعائية
لدى أستراليا أكثر من 30000 نوع من النباتات الوعائية، وتشمل هذه كاسيات البذور، وعاريات البذور وغير كاسيات البذور (مثل الصنوبريات والسيكاسيات)، والسراخس الحاملة للبواغيت وحلفاء السراخس. حوالي 11 ٪ من هذه الأنواع موطنة (دخيلة). والبقية هي أما أصيلة محلية أو متوطنة. وقد تم فهرسة النباتات الوعائية على نطاق واسع، والعمل الذي يُنشر في سلسلة Flora of Australia الجارية. توفر أيضًا قائمة بعائلات النباتات الوعائية الممثلة في أستراليا باستخدام نظام كرونكويست لتصنيف النباتات.
في المستويات التصنيفية الأعلى، تتشابه النباتات الأسترالية مع بقية نباتات العالم؛ يتم تمثيل معظم عائلات النباتات الوعائية داخل النباتات المحلية (الأصيلة)، باستثناء الصبار والبتولا وعدد قليل آخر، في حين أن 9 فصائل توجد فقط في أستراليا. وتشير التقديرات إلى أن نباتات الوعائية في أستراليا متوطنة بنسبة 85٪؛ ويعزى هذا المستوى المرتفع من التوطُّن إلى حدٍ كبير إلى بعض الفصائل مثل بروطية مثل البروتياوية (Proteaceae)، ومن أمثلتها بانكسيا سيسيليس وبانكسيا بريونوتس وآسية وبقولية.

## الفطريات
لم يتم تمييز النباتات الفطرية في أستراليا بشكل جيد؛ يقدر عدد الأنواع الفطرية في أستراليا بنحو 250 ألف نوع منها حوالي 5٪ تم وصفها. المعرفة بالتوزيع والركائز والموائل ضعيفة لمعظم الأنواع، باستثناء العوامل الممرضة الشائعة للنباتات.

### الأشنات
الأشنات هي كائنات مركبة تتكون في معظم الحالات من فطر Ascomycete وطحلب أخضر وحيد الخلية، ويستند تصنيفها إلى نوع الفطريات. تنتشر النباتات الأشنينية في أستراليا وأراضيها الجزرية، بما في ذلك جزيرة الكريسماس وجزيرة هيرد وجزيرة ماكواري وجزيرة نورفولك، حاليًا هناك نحو 3238 نوعًا وأنواع غير محددة في 422 جنسًا، 34٪ منها تعتبر متوطنة.